# Província de Rivne
La província de Rivne (en ucraïnès: Рівненська область, transcrit: Rívnenska óblast, transcrit indicant el signe suau o feble: Rívnens’ka Óblast’; nom informal: Рівненщина, Rívnensxyna o Rívnenxtxyna) és una óblast (província) d'Ucraïna Occidental. La capital és Rivne (Рівне). L'óblast comprèn 20.100 km² i la seva població el 2004 era d'1,2 milions. Forma part de la regió històrica de Volýn o Volínia (Волинь), que no s'ha de confondre amb l'actual óblast de Volýn, que n'és només una part, de la regió històrica.
Es troba a l'extrem nord-oest del país. Limita al nord amb l'estat de Belarús, principalment amb la vóblasts de Brest (en belarús: Брэ́сцкая во́бласць) i amb una punteta de la vóblasts de Hómiel (en belarús: Го́мельская во́бласць); a l'est amb l'óblast ucraïnesa de Jitòmir (Житомирська область), al sud-est amb l'óblast de Khmelnitski (Хмельницька область), al sud amb l'óblast de Ternópill (Тернопільська область), al sud-oest amb l'óblast de Lviv (Львівська область) i a l'oest, amb l'óblast de Volýn (Волинська область).
Per millor situar l'óblast, vegeu aquest mapa d'Ucraïna que mostra les divisions administratives i països veïns de forma molt clara (en anglès).

## Geografia física

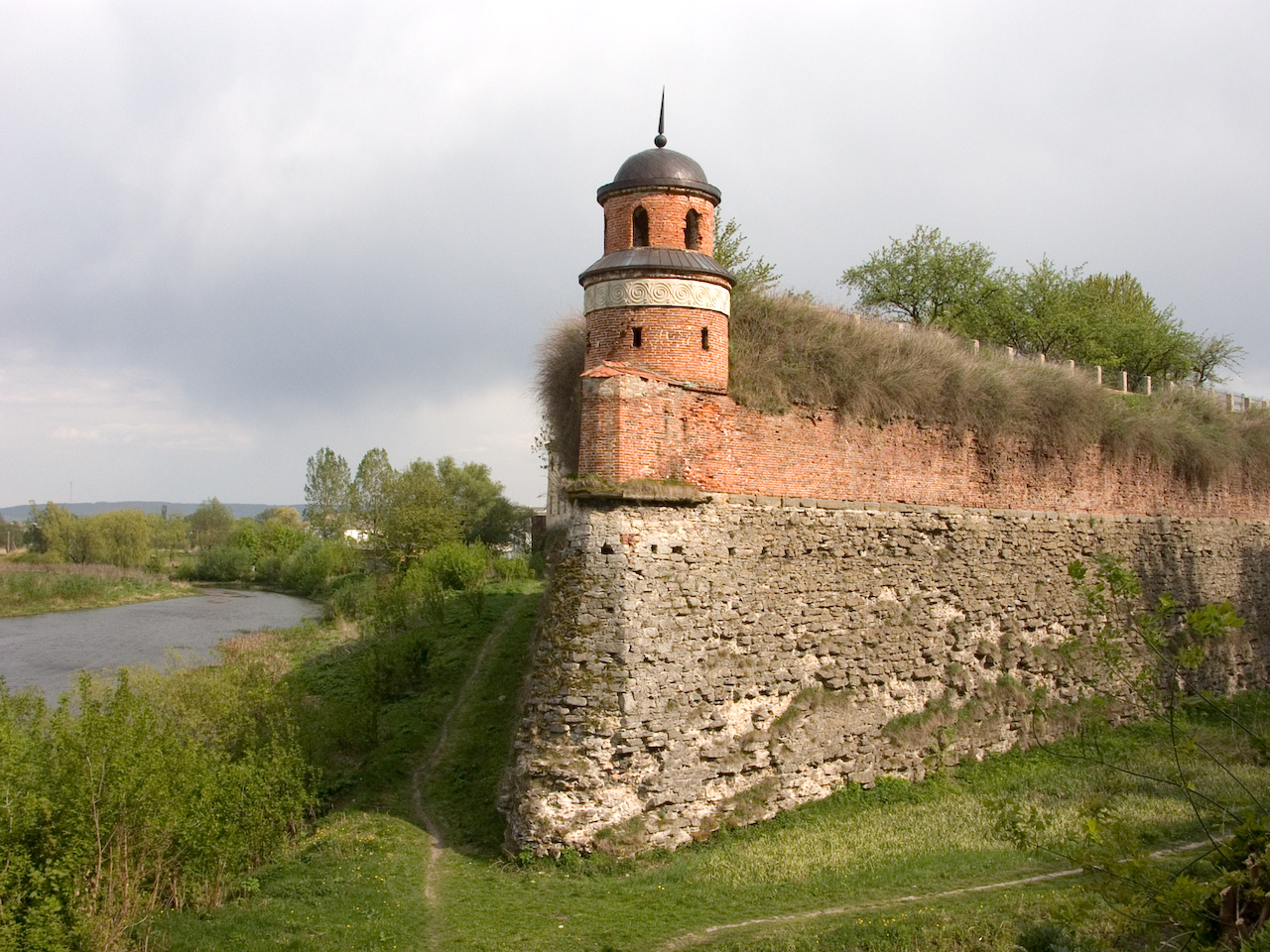
Castell de Dubno, fundat el 1492, a la riba de l'Ikva.

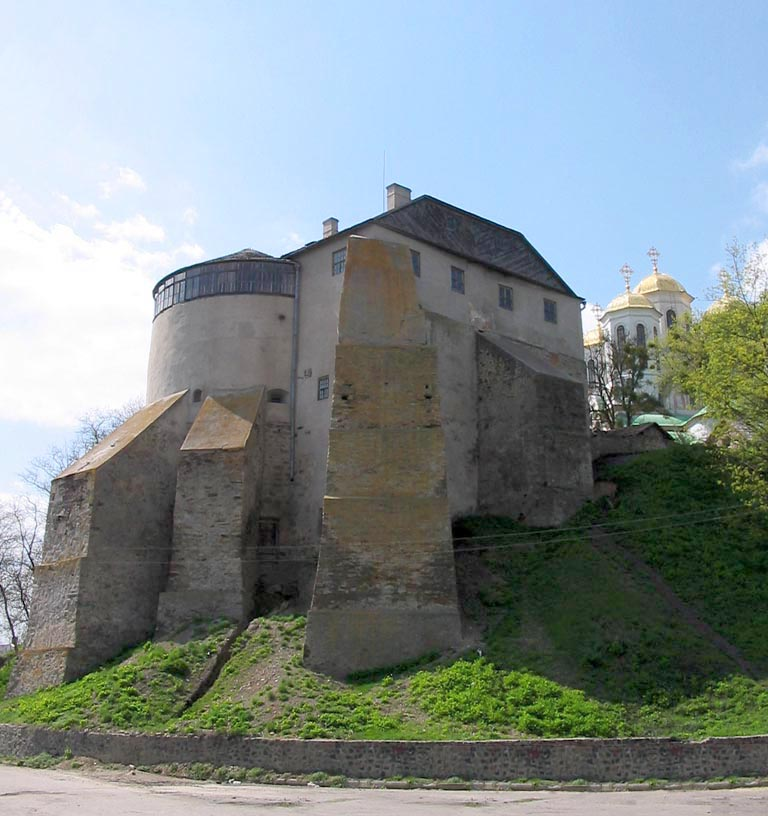
El Castell d'Ostroh data del.

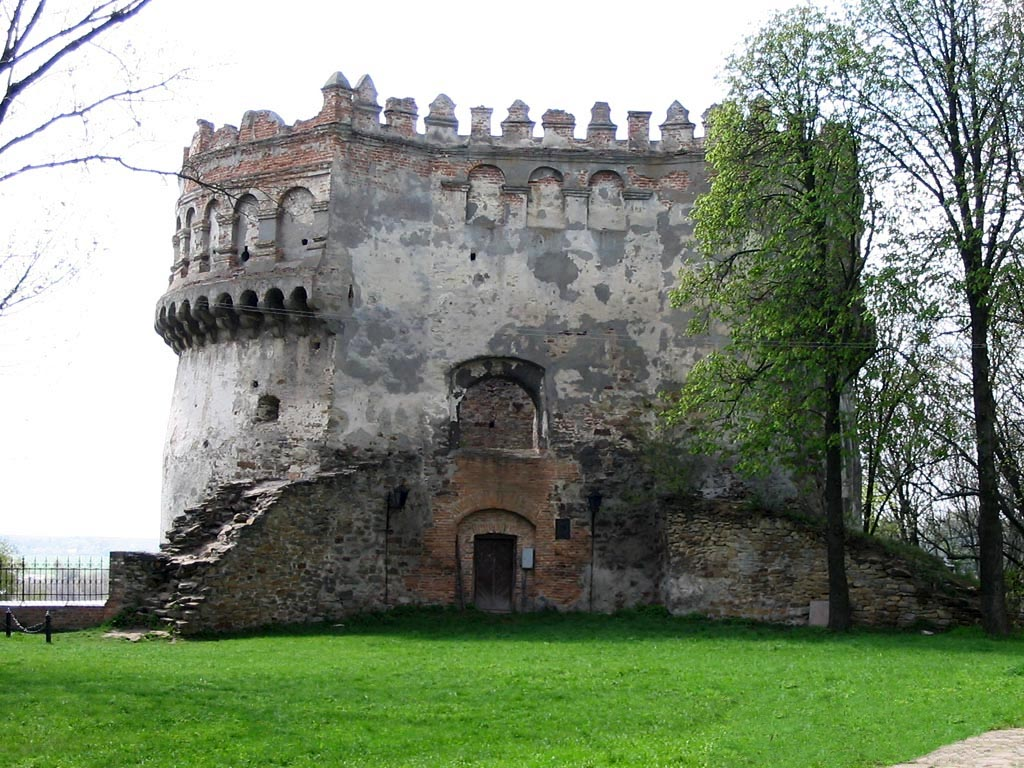
La "Torre Nova", del, castell d'Ostroh.

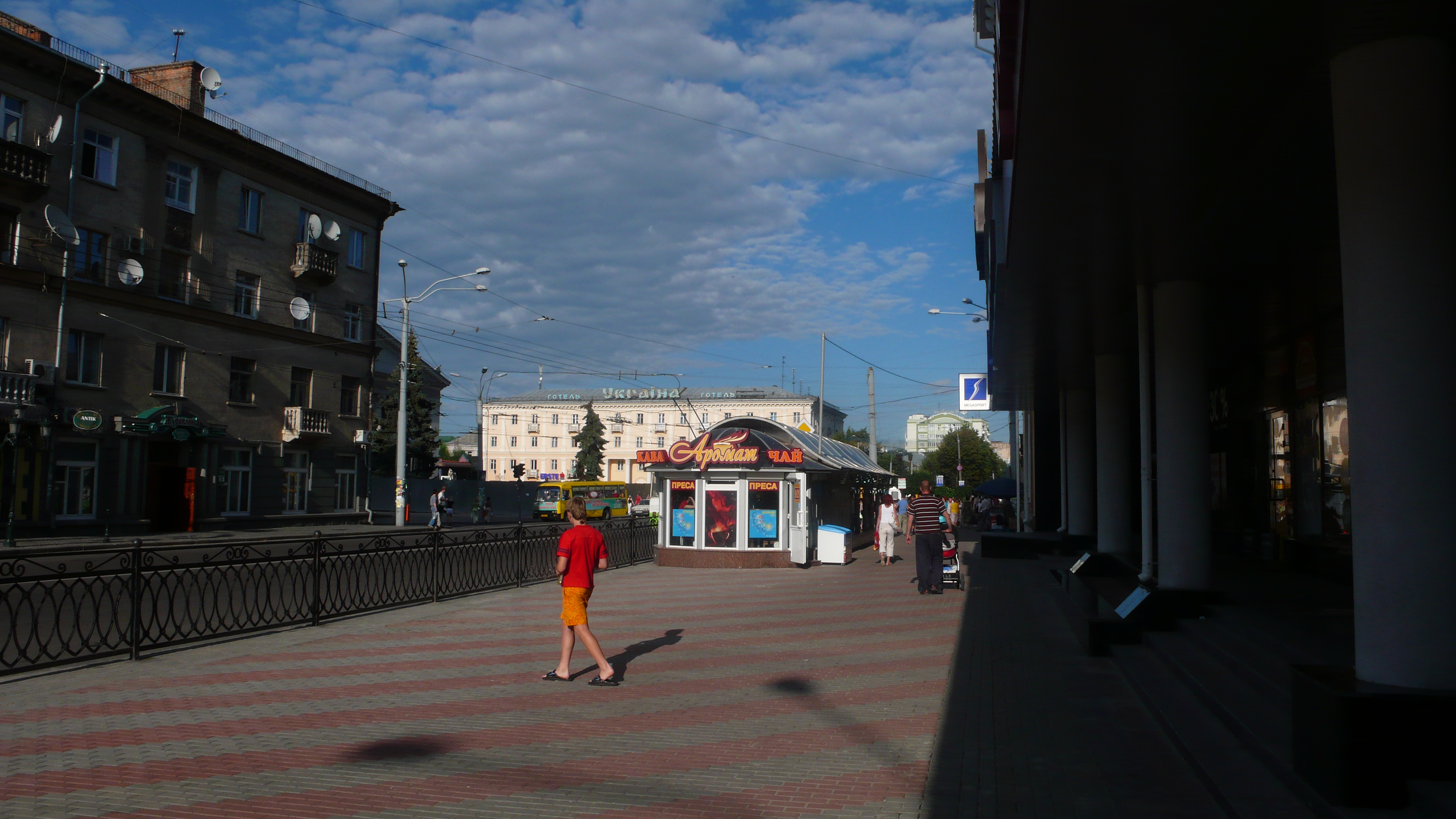
Un carrer al centre de la ciutat de Rivne.

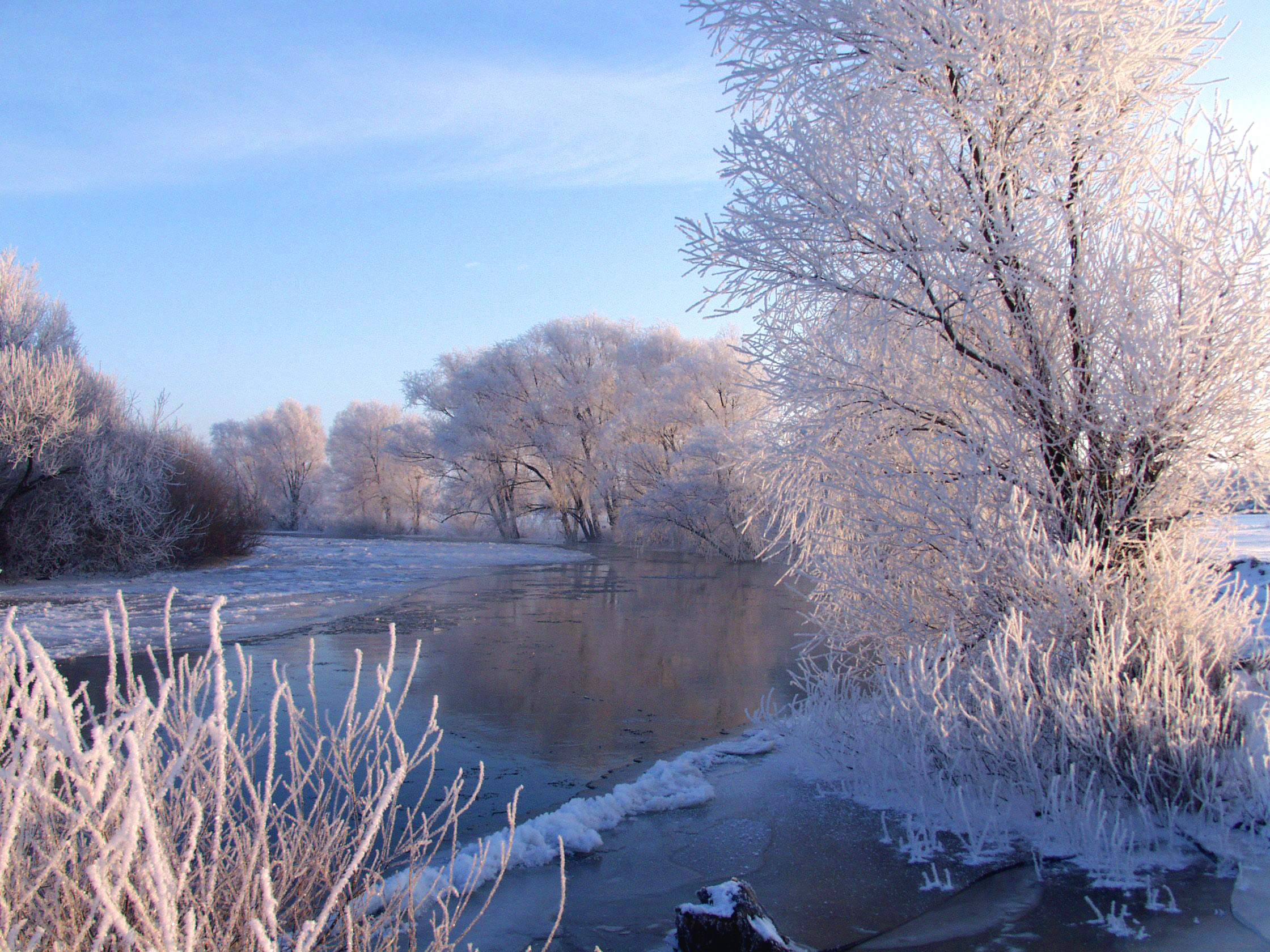
El riu Styr al seu pas per Kuznetsovsk a l'hivern.

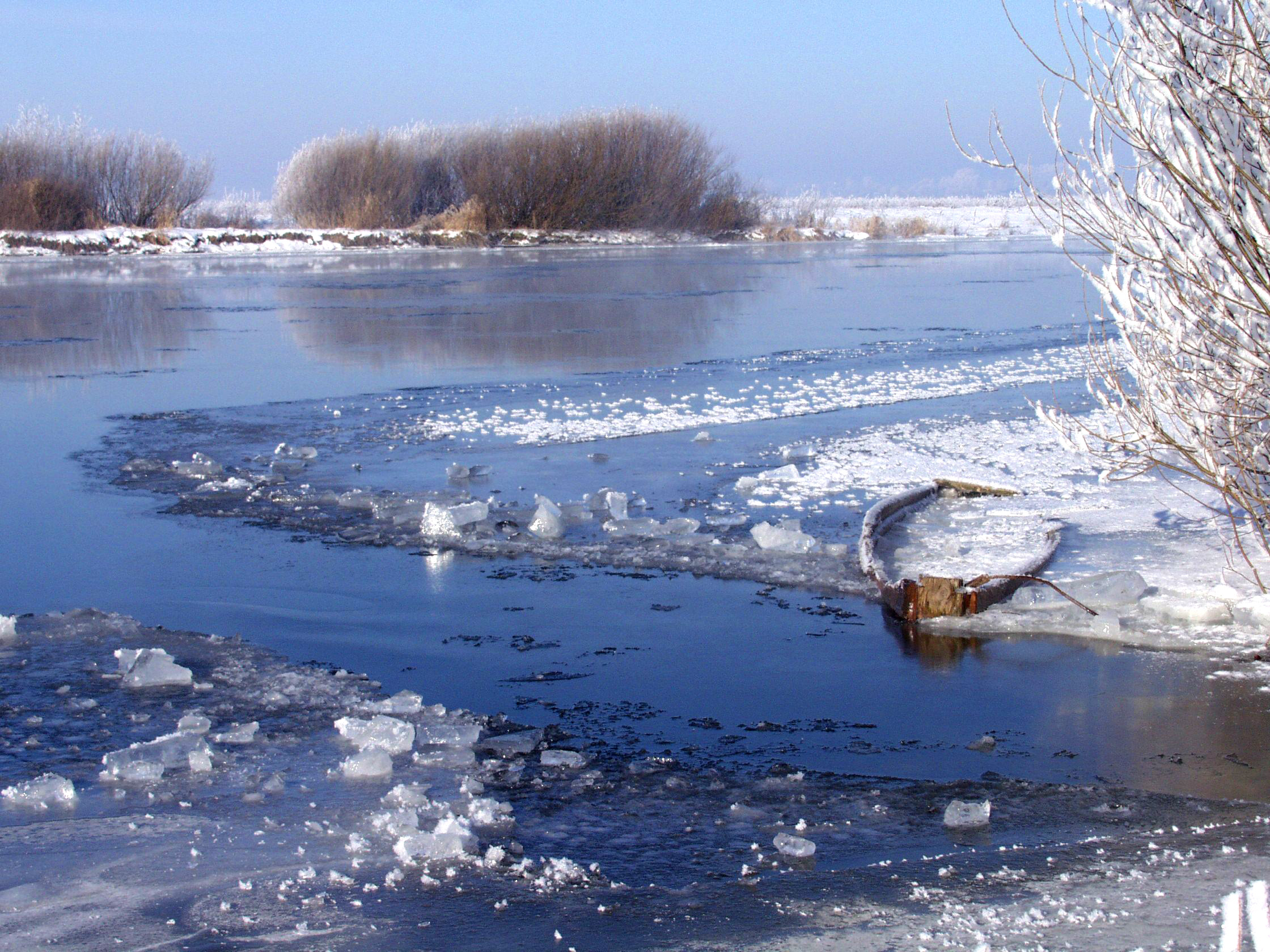
El riu Styr a Kuznetsovsk l'hivern.

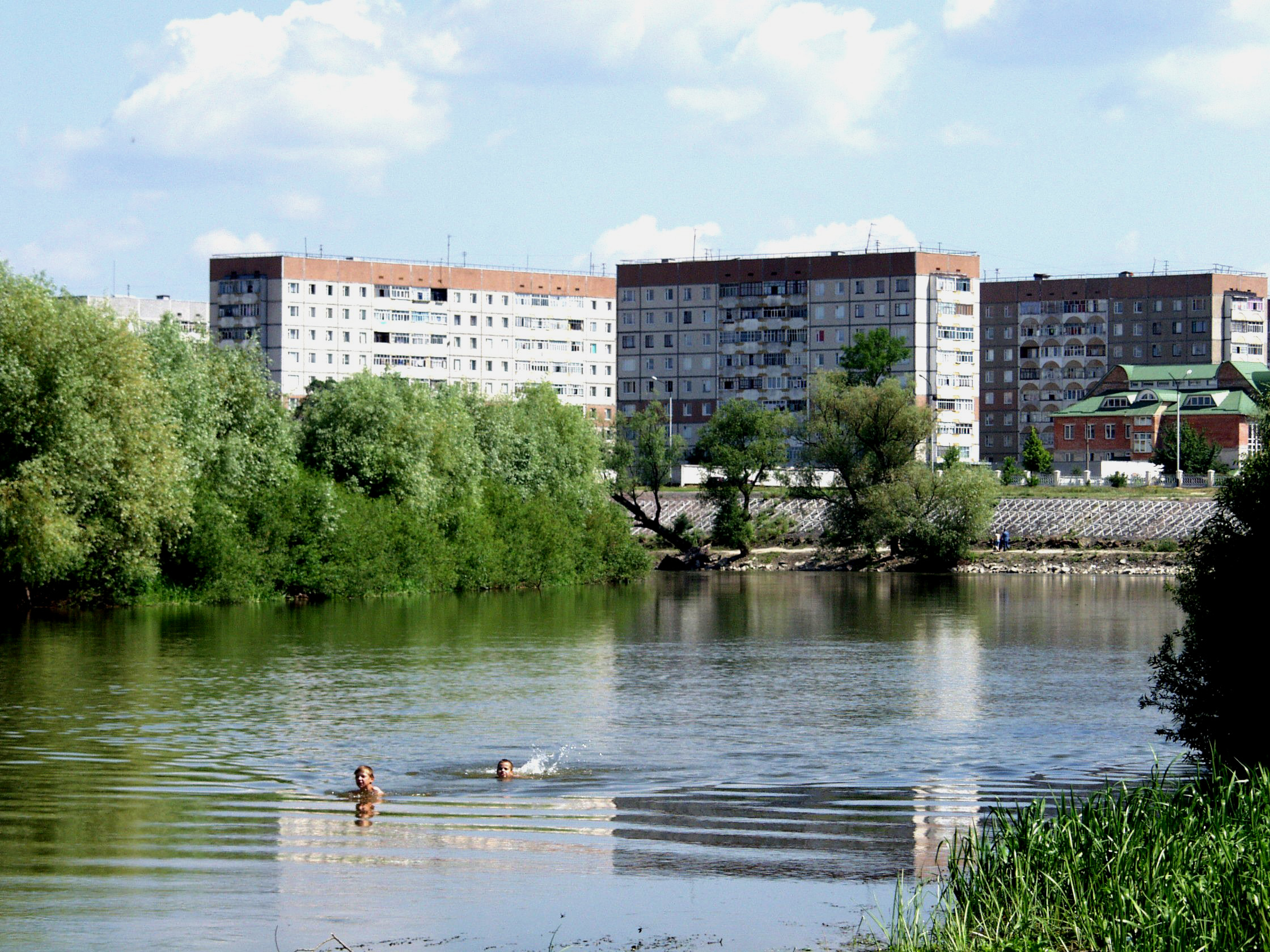
El Styr a Kuznetsovsk l'estiu.

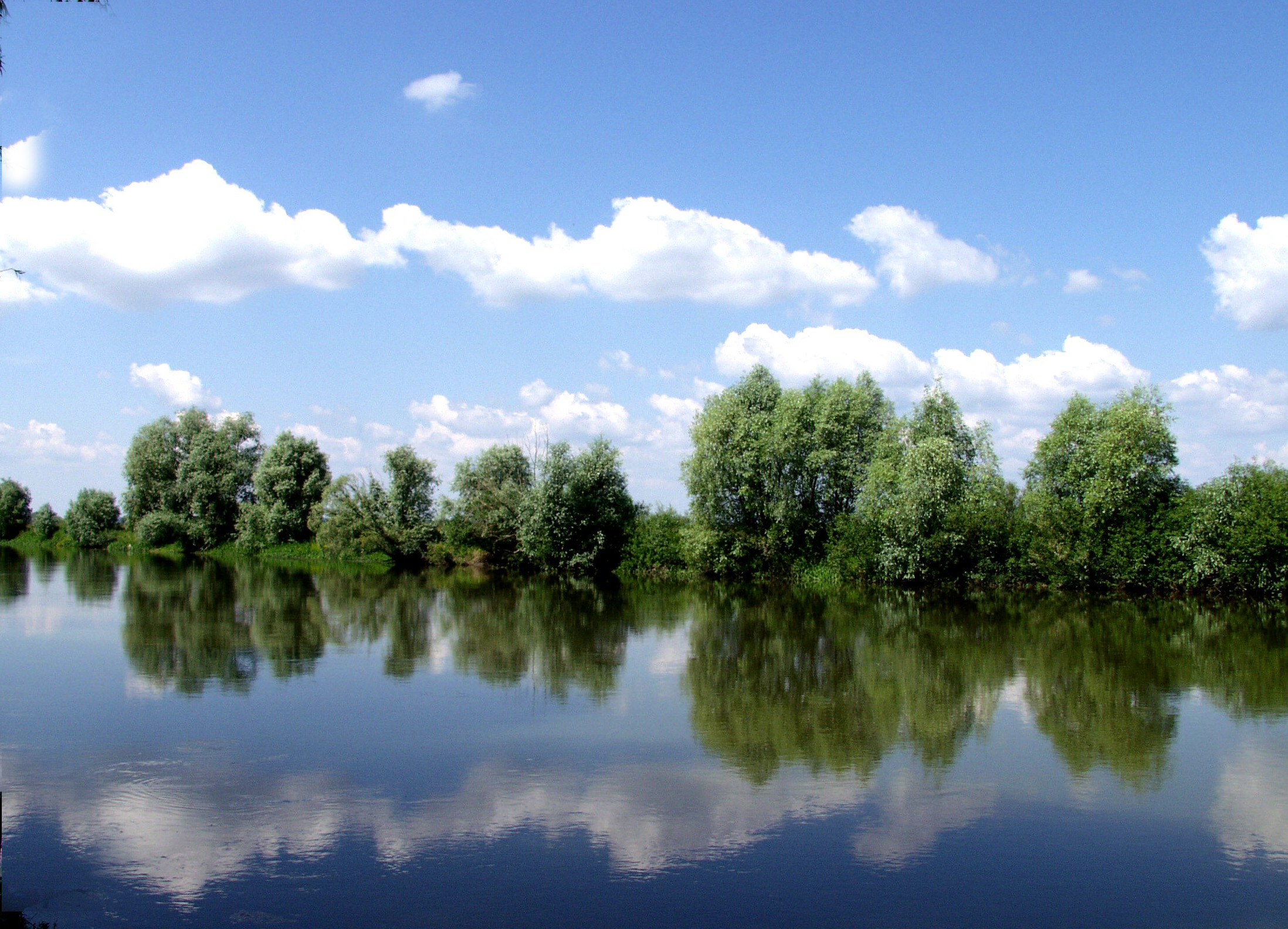
El Styr a Kuznetsovsk l'estiu.

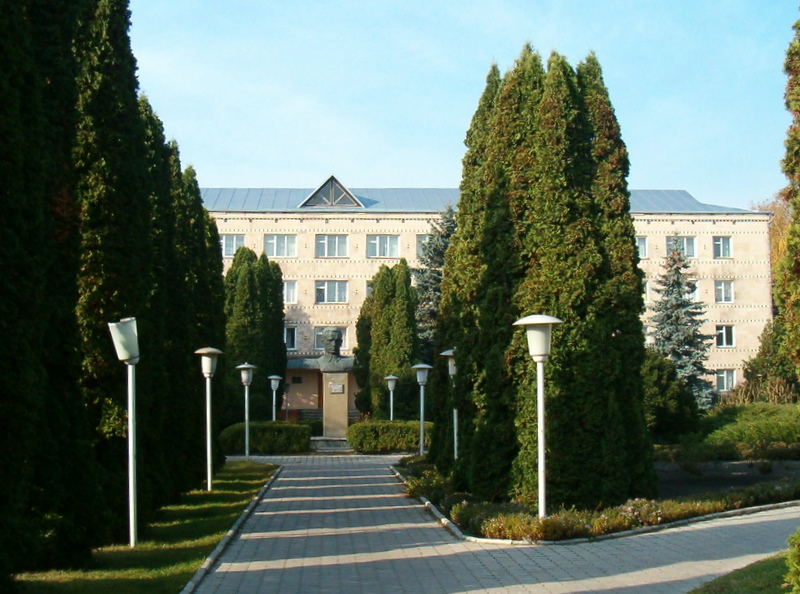
Escola universitària de tècnica forestal de Berezne (Березнівський лісовий коледж).

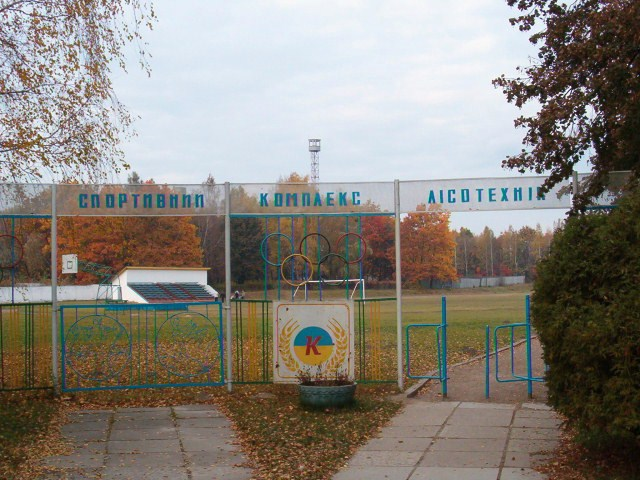
Complex esportiu de l'escola de tècnica forestal de Berezne.

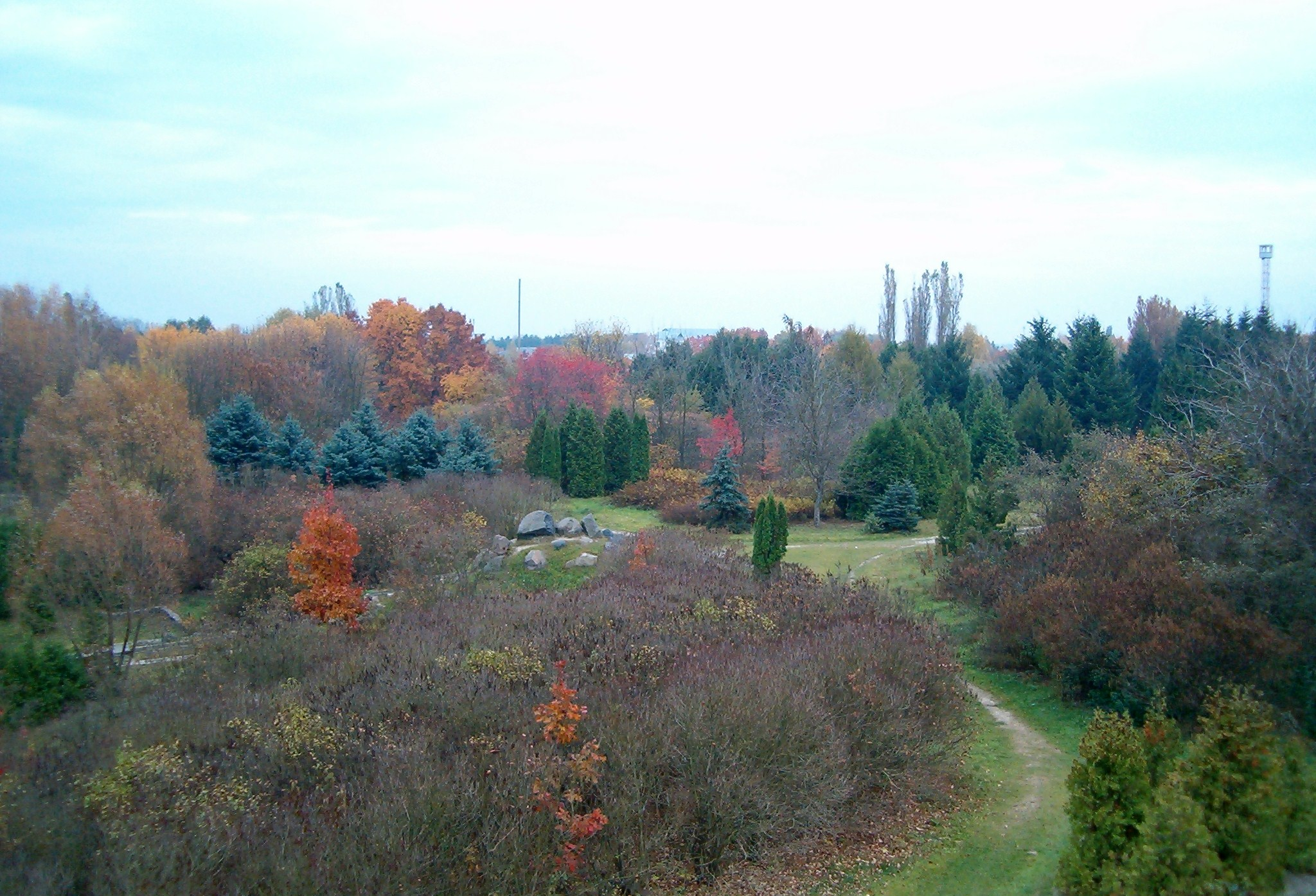
Parc dendrològic de l'escola de tècnica forestal de Berezne.

### Relleu
El relleu de l'óblast es pot dividir en dos sectors. El del nord forma part de les terres baixes de Políssia (Полі́ська низовина́, amb altituds mitjanes d'entre 140 i 180 m, i la mínima altitud de 134 m a la vall del riu Horýn), que són espais rics en boscs i aiguamolls, mentre que el sector sud es troba a les terres altes de Volýn (Воли́нська височина́, d'unes altituds d'entre 200 i 300 m). Les àrees més altes, que superen els 300 m, són l'altiplà de Povtxansk (Повчанське плато, fins a 328 m) i els munts de Mizotx (Мізоцький кряж, fins a 342 m). A l'extrem sud de l'óblast es troben les vessants de la terra alta de Podíl·lia (Поді́льська височина́), que és on es troba el punt més alt de l'óblast, a 372 metres.
Grans porcions de l'oblast cobertes de boscos: unes 853.000 hectàrees. També té una gran quantitat de minerals excavats com l'ambre i el basalt. En els últims anys (2016-2017) hi va haver informes d'extracció il·legal de l'anomenat ambre de Rovno a la zona.
L'óblast també és rica en aigua: hi ha uns 171 rius que sobrepassen els 10 km de llargada, més de 500 llacs i 31 embassaments.

### Hidrografia
L'óblast és rica en recursos hidrològics. Té uns 171 rius que sobrepassen els 10 km de llargada, tots de la conca del Dniéper, més de 500 llacs i 31 embassaments.

#### Rius
La principal via fluvial és el riu Horýn (Гори́нь, d'una llargada dins l'óblast de 386 km), junt amb el seu major afluent, el Slutx (Случ). Altres rius importants que banyen la Rívnensxyna són el Styr (Стир), el Lva (Льва, "Lleona"), Stvyha (Ствига), i, a l'extrem nord, nord-oest, passa una petita part del gran Prýpiat (Прип’ять).
Els rius majors són:
- Riu Prípiat o Prýpiats (ucraïnès: При́п'ять, Prýpiat, belarús: Пры́пяць, Prýpiats, D, 775 km), compartit amb Belarús, és un afluent dret del Dniéper.
  - riu Horýn o Harýn (belarús: Гары́нь, Harýn; ucraïnès: Гори́нь, Horýn, 659 km, 82 dels quals a Belarús, 386 dels quals a l'óblast de Rivne). Afluent dret del Prípiat que neix a Ucraïna, a l'óblast de Ternòpill, passa per les de Khmelnitski i Rivne abans d'entrar a Belarús.
    - riu Slutx (Случ, 451 km). Tributari dret del Horýn, neix al poble de Txervonnyi Slutx (Червоний Случ, "Slutx Vermell") a l'óblast de Khmelnitski i desemboca prop del poble de Veliun (Велюнь), óblast de Rivne.
    - riu Vilíia (Вілі́я, D, 77 km), afluent dret del Horýn.
    - riu Ústia (річка Устя, У́стя, Устє, Оствиця, Дерманка, E, 68), afluent esquerre del Horýn.

  - riu Styr (Стир, D, 494 km, 445 dels quals dins Ucraïna) Afluent del Prýpiats, neix al poble de Dub'ie (Дуб'є), óblast de Lviv i passa per les ciutats de Berestetxko, Lutsk i Kuznetsovsk, entre d'altres. Travessa les óblasts de Lviv, Volýn i Rivne abans de passar a Belarús, vóblasts de Brest.
    - riu Ikva (Іква, D, 155 km). Aquest afluent del Styr passa per la ciutat de Dubno. No s'ha de confondre amb l'afluent homònim del Buh meridional.

  - riu Stvyha (Ствига, D, 152 km), afluent del Prýpiats.

#### Llacs, embassaments
Hi ha més de 500 llacs de diversos orígens (càrstic, planes d'inundació, etc.). Entre ells hi ha el llacs Nobel (Нобель), Bile (Біле), Luka (Лука) i Velyke Potxàïvske (Велике Почаївське, "Gran llac de Potxàïv"). Hi ha 31 embassaments (els majors són els de Хрінницьке, Hrínnytske, Млинівське, Mlýnivske i Боберське, Bóberske). L'óblast també compta amb més de 300 estanys.

## Política i govern

### Divisions administratives
L'óblast de Rivne està dividida en 16 raions (sing. район, raion, pl. райо́ни, raion·y, subdivisió administrativa similar a les nostres comarques) i 4 ciutats que no depenen d'un raion sinó directament de l'óblast. Aquestes últimes són les ciutats de: Dubno (Дубно), Kuznetsovsk (Кузнецовськ), Ostroh (Острог), i la capital, Rivne (Рівне).
L'óblast té un total de:
- 11 ciutats (sing: мі́сто, misto, plural: мі́ста, mista), 7 de les quals depenen d'un raion;
- 16 "assentaments de tipus urbà" o SMTs (un смт, smt, се́лище місько́го ти́пу, sélysxe miskoho typu, és un municipi amb estatus entre poble i ciutat);
- 999 pobles (село́, seló); i...
- 3 llogarrets (се́лище, sélysxe, tot sol).

### Principals ciutats
Les 4 ciutats que depenen directament de l'óblast:
- Dubno (Дубно), la primera menció és a les cròniques medievals del Rus' de Kíev, específicament les cròniques d'Hypàtia (Іпатіївський літопис) és del 1100. La ciutat es troba a la riba de l'Ikva (Іква), i és coneguda pel seu castell (Дубенський замок, castell de Dubno), dels segles XV-XVIII, i altres monuments històrics.[5]
- Kuznetsovsk (Кузнецовськ), emplaçat a la riba del Styr (Стир). Va ser fundat el 1776 com el poble de Baraix (Вараш), després Kuznetsovsk el 1973. Rep l'estatus de ciutat el 1984.[6]
- Ostroh (Остро́г, també Острі́г, Ostrih), la primera menció és a les cròniques medievals del Rus' de Kíev, específicament les cròniques d'Hypàtia (Іпатіївський літопис) és del 1100. Coneguda pel seu castell (Острозький замок, castell d'Ostroh), dels segles XIV-XVI, i altres monuments històrics. La ciutat és banyada pels rius Horýn (Горинь) i Vilíia (Вілі́я).[7]
- Rivne (Рівне), la capital de l'óblast, es troba a les ribes del riu Ústia (річка Устя) i del llac Bassivkut (озеро Басівкут). La primera menció escrita data del 1283, on Rivne és esmentada com un dels punts poblats del principat de Halytx-Volýn a les cròniques poloneses "Rocznik kapituły krakowskiej". Rep el dret de Magdeburg el 1434.[8]

Les 7 ciutats que depenen d'un raion:
- Berezne (Бере́зне, abans Андріїв, Andríïv), banyat pel riu Slutx (Случ). Aquí s'hi troba l'Escola de tècnica forestal de Berezne, amb el seu Jardí dendrològic.
- Dubróvytsia (Дубро́виця, abans del 1940, Домбровиця, Dombróvytsia; en polonès: Dąbrowica; en belarús: Дубровіца, Dubróvitsa o Дубравіца, Dubràvitsa; en rus: Дубровица, Dubróvitsa; en jiddisch: דאמבראװיצע), emplaçat a la vora del riu Horýn (Гори́нь).
- Zdolbúniv (Здолбу́нів), banyat pel riu Ústia (У́стя, també Устє, Оствиця, Дерманка), tributari del Prýpiat.
- Kórets (Ко́рець, en belarús: Корац, Kórats; en polonès: Korzec), a la riba del Kórtxyk (Ко́рчик).
- Kostópil (Косто́піль), és banyat pels rius Horýn (Горинь) i Zamtxysko (Замчисько).
- Radyvýliv (Радиви́лів, abans del 1940: Радзивилів, Radzyvýliv; del 1940 al 1993: Червоноармійськ, Txervonoarmíisk, "Exercitrogenca", és a dir, "ciutat de l'Exèrcit Roig"), a la vora del riu Slonivka (Слоні́вка).
- Sarny (Са́рни), a la riba del Slutx (Случ).

Els SMTs: 	
- Volodymyrets (Володимире́ць);
- Hosxa o Hoixtxa (Го́ща);
- Demýdivka (Деми́дівка);
- Zaritxne (Зарі́чне);
- Krassyliv (Квасилі́в);
- Klevany (Клева́нь);
- Kléssiv (Кле́сів);
- Mízotx (Мі́зоч);
- Mlýniv (Мли́нів);
- Órjiv o Òrjiv (О́ржів);
- Rafàlivka (Рафа́лівка);
- Rokytne (Роки́тне), no s'ha de confondre amb la ciutat del mateix nom a l'óblast de Kíev;
- Smyha (Сми́га);
- Sosnove (Сосно́ве, "vila-pins");
- Stépany (Сте́пань);
- Tomàixhorod (Тома́шгород, "ciutat de Tomàix").